# 劉塾
劉塾（1495年—？），字汝學，號岡梧。江西饒州府鄱陽縣人，民籍，明朝政治人物。

## 生平
嘉靖元年（1522年）壬午科江西鄉試第三十九名舉人。嘉靖八年（1529年）中式己丑科會試第一百六十四名，登第三甲第一百三十二名進士。十年任浙江归安县知县，十六年行取，初擬授兵科给事中，四月改任吏部主事，升文选司郎中，二十四年九月升为通政使司右通政、提督誊黄，二十七年正月升南京光禄寺卿，二十八年二月吏科给事中唐禹论劾刘塾先任文选时，纳贿招权，宜罢，诏令致仕。

## 家族
曾祖劉汛；祖父劉楷，曾任良醫；父劉炳，母李氏；繼母徐氏。具庆下。兄劉填。